# Thomas Fettback
Thomas Fettback, OBE (* 25. Februar 1959 in Hamburg) ist ein deutscher Jurist und Politiker (SPD). 

## Leben
Nach dem Studium der Rechtswissenschaften in Hamburg und Göttingen war er fünf Jahre Hauptamtsleiter im Rathaus der baden-württembergischen Stadt Singen am Hohentwiel.

## Oberbürgermeister
Im Jahre 1994 wurde Thomas Fettback zum Oberbürgermeister der großen Kreisstadt Biberach an der Riß in Baden-Württemberg gewählt; seine dritte Amtszeit hätte nach Neuwahlen 2010 mit einer Wahlbeteiligung von 40,8 % im Jahre 2018 geendet. Am Freitag, den 27. April 2012, erklärte er seinen Rücktritt zum nächstmöglichen Zeitpunkt. Seit dem 7. Januar 2013 ist Norbert Zeidler der neue Oberbürgermeister von Biberach.
Fettback ist verheiratet und hat zwei Kinder.

## Ehrungen
Am 9. Mai 2005, anlässlich der Gedenkfeierlichkeiten zum 60. Jahrestag des Kriegsendes auf Guernsey, wurde Thomas Fettback von der britischen Königin Elisabeth II. für seine Verdienste um die Freundschaft zwischen Biberach und der Kanalinsel Guernsey mit der Ernennung zum „Officer des Order of the British Empire“  geehrt. Im September 2023 wurde er von der Wissenschaftsministerin Petra Olschowski mit der Heimatmedaille des Landes Baden-Württemberg geehrt.